# München
München (zastarelo slovensko Monakovo, staronemško Munichen, bavarsko narečno Minga) je glavno in najbolj naseljeno mesto največje nemške Zvezne dežele Bavarske. S približno milijonom in pol prebivalcev je tretje največje mesto Nemčije za Berlinom in Hamburgom, drugo največje mesto na bavarskem narečnem območju (za avstrijskim Dunajem) oziroma četrto na nemškem govornem ozemlju ter dvanajsto največje mesto v Evropski uniji. Ožje metropolitansko območje Münchna ima skoraj 3 milijone, širše pa kar 6 milijonov prebivalcev (2015 ). Stoji ob bregovih reke Isar (pritok Donave), severno od bavarskih Alp, je sedež bavarske upravne regije Zgornja Bavarska in je najbolj gosto poseljena občina v Nemčiji (4500 ljudi na km²).
Mesto je eno glavnih središč umetnosti, tehnologije, financ, založništva, kulture, inovacij, izobraževanja, gospodarstva in turizma v Nemčiji in Evropi ter uživa zelo visok standard in kakovost bivanja, prvega v Nemčiji in tretjega na svetu. V Mercerjevi raziskavi za leto 2018 in po merilih Monoclejeve raziskave o kakovosti življenja 2018 je bil ocenjen kot najbolj živahno mesto na svetu. Upoštevajoč Globalizacijski in svetovni raziskovalni inštitut, München velja za alfa-world city od leta 2015.
Ime mesta izhaja iz starega /srednjevisokonemškega izraza Munichen, kar pomeni 'menihi'. Izhaja od menihov benediktinskega reda, ki so vodili samostan na kraju, ki je kasneje postal staro mesto München; menih je upodobljen na mestnem grbu. München se prvič omenja leta 1158. Katoliški München se je močno upiral reformaciji in je bil politična točka razhajanj med nastajajočo tridesetletno vojno, vendar je ostal fizično nedotaknjen kljub okupaciji protestantskih Švedov. Kot prestolnica Bavarskega kraljestva, ustanovljenega leta 1806, je postal glavni evropski center umetnosti, arhitekture, kulture in znanosti. Leta 1821 je bil sedež nadškofije iz Freisinga prenesen v München. Nadškofija München in Freising je tako postala najpomembnejša nemška rimskokatoliška nadškofija in metropolija (münchenski nadškof je tradicionalno tudi kardinal). Leta 1826 je bila vanj preseljena še univerza iz Landshuta.
Leta 1918, v času nemške revolucije, je bila vladajoča družina Wittelsbachov, ki je Bavarsko upravljala od leta 1180, prisiljena abdicirati, razglašena je bila kratkotrajna socialistična (delavska) "Republika svetov".
V 1920-ih je München postal gojišče številnih političnih skupin, med njimi tudi NSDAP. Prvi poskus nacističnega gibanja za prevzem oblasti leta 1923, t. i. Pivniški puč v Münchnu je bavarska policija preprečila z orožjem. Po prihodu nacistov na oblast je bil München razglašen za 'prestolnico gibanja'. Med drugo svetovno vojno je bil München močno bombardiran. Več kot polovica celotnega mesta in do 90 % zgodovinskega središča je bilo uničenega. Po koncu povojne ameriške okupacije 1949 je bil v letih Wirtschaftswunder ali 'gospodarskega čudeža' velik porast prebivalstva in gospodarske moči. Za razliko od mnogih drugih nemških mest, ki so bila močno bombardirana, je München obnovil večino svojega tradicionalnega mestnega okolja in gostil poletne olimpijske igre 1972. 1980-ta leta so prinesla močno gospodarsko rast, visokotehnološke industrije in znanstvene ustanove ter rast prebivalstva. Mesto je sedež velikih korporacij, kot so BMW, Siemens, MAN, Linde pcl, Allianz in MunichRE.
V Münchnu ima sedež več univerz (Univerza Ludwiga Maximiliana, Tehniška univerza, Univerza/visoka šola za aplikativne vede, Umetniška univerza, za film in televizijo: Hochschule für Fernsehen und Film München), znanstvenih ustanov (Bavarska akademija znanosti, Bavarska državna knjižnica), muzejev (Nemški muzej naravoslovja in tehnike), galerij (med njimi izstopajo tri pinakoteke, predvsem Stara Pinakoteka) in gledališč (Narodno gledališče München, Bavarska državna opera (Bayerische Staatsoper).
Številne arhitekturne znamenitosti, športne prireditve, razstave in vsakoletni Oktoberfest privabljajo številne turiste. München je eno najbolj uspešnih in najhitreje rastočih mest v Nemčiji. Je najbolje uvrščen cilj za selitev in izseljence. Gosti več kot 530.000 ljudi tujega porekla, kar predstavlja 37,7% prebivalstva.

## Zgodovina

### Srednjeveško mesto
Prvo znano naselje na tem območju so ustanovili benediktinski menihi ob tako imenovani solni cesti. Za datum ustanovitve se šteje za leto 1158, ko je bilo mesto prvič omenjeno v dokumentu. Dokument je bil podpisan v Augsburgu. Do takrat je gvelf Henrik Lev, vojvoda Saške in Bavarske, zgradil cestninski most čez reko Isar ob naselju menihov in na solni poti.
Leta 1175 je München dobil status mesta in fortifikacijo. Leta 1180 je Oto. I. Wittelsbach s sojenjem Henriku Levu postal Bavarski vojvoda, München pa je bil predan freisinškemu škofu. (Wittelsbaški dediči so Bavarski vladali do leta 1918). Leta 1240 je bil München prenesen na Otona II. Wittelsbacha in leta 1255, ko je bila vojvodina Bavarska razdeljena na dva dela, je München postal vojvodska rezidenca Zgornje Bavarske.
Vojvoda Ludvik IV., rojen v Münchnu, je bil leta 1314 izvoljen za nemškega kralja in leta 1328 okronan kot sveti rimski cesar. Položaj mesta je okrepil z dodelitvijo solnega monopola in mu tako zagotovil dodaten dohodek. V poznem 15. stoletju je München doživel razcvet gotske umetnosti: razširjena je bila stara mestna hiša, v samo 20 letih, začenši leta 1468, je bila zgrajena največja gotska cerkev v Münchnu - Frauenkirche - zdaj stolnica.

### Prestolnica ponovno združene Bavarske
Ko se je leta 1506 Bavarska ponovno združila, je München postal njena prestolnica. Dvor je vse bolj vplival na umetnost in politiko (glej Orlando di Lasso in Heinrich Schütz). V 16. stoletju je bil München središče nemške protireformacije in tudi renesančne umetnosti. Vojvoda Viljem V. je naročil izgradnjo jezuitske Michaelskirche, ki je postala središče protireformacije in leta 1589 zgradil Hofbräuhaus za varjenje piva.
Katoliška liga je bila ustanovljena v Münchnu leta 1609.
Leta 1623, med tridesetletno vojno, je München postal rezidenca volilnega kneza bavarskega vojvode Maksimilijan I., leta 1632 pa je mesto zasedel Gustav II. Adolf iz Švedske. Ko je leta 1634 in 1635 izbruhnila bubonska kuga, je umrla približno tretjina prebivalstva. Pod oblastjo bavarskih volilnih knezov je bil München pomembno središče baročnega življenja, vendar je moral trpeti tudi pod habsburško okupacijo leta 1704 in 1742.
Leta 1806 je mesto postalo glavno mesto novega bavarskega kraljestva, sedež državnega parlamenta (Landtag) in kmalu še novopoimenovane rimskokatoliške Nadškofije Münchna in Freisinga. Dvajset let kasneje je bila preseljena v München tudi univerza iz Landshuta. V to obdobje sodijo številne najlepše mestne zgradbe, zgrajene v času prvih treh bavarskih kraljev. Še posebej Ludvik I. je z izjemnimi storitvami podaril Münchnu status središča umetnosti, privabljal številne umetnike in izboljšal mestno arhitekturno maso z velikimi bulevarji in zgradbami. Po drugi strani pa je bil Ludvik II., po svetu znan kot pravljični kralj, večinoma odsoten iz svoje prestolnice in se bolj osredotočal na svoje domišljijske gradove na bavarskem podeželju. Kljub temu mu je njegovo pokroviteljstvo Richarda Wagnerja zagotovilo posthumni ugled, kot tudi njegovi gradovi, ki še vedno ustvarjajo pomemben turistični prihodek. Kasneje so leta regenta Luitpolda zaznamovala izjemna umetniška in kulturna dejavnost, ki je okrepila status kulturne sile globalnega pomena..

### Prva in druga svetovna vojna
Po izbruhu prve svetovne vojne leta 1914 je življenje v Münchnu postalo zelo težavno, saj je zavezniška blokada Nemčije privedla do pomanjkanja hrane in goriva. V času francoskih zračnih napadov leta 1916 so na München padle tri bombe.
Po prvi svetovni vojni je bilo mesto v središču velikega političnega nemira. Novembra 1918 na predvečer nemške revolucije je Ludvik III. in njegova družina pobegnila iz mesta. Po umoru prvega republikanskega premiera Bavarske Kurta Eisnerja, februarja 1919, je bila razglašena Bavarska sovjetska republika. Ko so komunisti prevzeli oblast, je Lenin, ki je nekaj let prej živel v Münchnu, poslal telegram s čestitko, vendar so sovjetsko republiko 3. maja 1919 končale Freikorps. Po tem ko je bila republikanska vlada obnovljena, je München postal žarišče ekstremistične politike, med katero so Adolf Hitler in nacionalsocialisti kmalu postali pomembni.
Leta 1923 so Adolf Hitler in njegovi podporniki, ki so bili skoncentrirani v Münchnu, organizirali Pivniški puč, poskus strmoglavljenja Weimarske republike in prevzema oblasti. Upor je propadel, kar je pripeljalo do Hitlerjevega aretacije in začasne ohromitve nacistične stranke (NSDAP). Mesto je znova postalo pomembno za naciste, ko so leta 1933 prevzeli oblast v Nemčiji. Stranka je ustvarila prvo koncentracijsko taborišče Dachau, 16 kilometrov severozahodno od mesta. Zaradi svojega pomena za vzpon nacionalsocializma je bil München imenovan Hauptstadt der Bewegung ('prestolnica gibanja'). Sedež NSDAP je bil v Münchnu, številne Führerbauten (führerjeve stavbe) pa so bile zgrajene okoli Königsplatza, od katerih so nekatere ohranjene.
Mesto je znano po münchenskem sporazumu Britanije in Francije z Nemčijo, kar je pripeljalo do druge svetovne vojne. V Münchnu je britanski premier Neville Chamberlain podprl pripojitev češkoslovaške sudetske regije k veliki Nemčiji v upanju, da bo potešil želje Hitlerjevega Tretjega rajha.
München je bil od leta 1942 do februarja 1943 baza gibanja bele vrtnice, študentskega odporniškega gibanja. Glavni člani so bili aretirani in usmrčeni po razdelitvi letakov na univerzi v Münchnu.
Mesto je bilo med drugo svetovno vojno močno poškodovano zaradi zavezniških bombnih napadov, ki jih je izvedlo 71 zračnih napadov v petih letih.

### Povojno obdobje
Po ameriški okupaciji leta 1945 je bil München popolnoma prenovljen po natančnem načrtu, ki je ohranil predvojno ulično mrežo. Leta 1957 je prebivalstvo Münchna preseglo milijon. Mesto je še naprej igralo zelo pomembno vlogo v nemškem gospodarstvu, politiki in kulturi, kar je vzpodbudilo vzdevek Heimliche Hauptstadt ('skrivna prestolnica') v desetletjih po drugi svetovni vojni.
V Münchnu so se odvijale poletne olimpijske igre leta 1972, med katerimi je palestinski fedajin pobil izraelske športnike v münchenskem pokolu, ko so strelci iz palestinske skupine »Črni september« vzeli člane izraelske olimpijske ekipe za talce.
Večina prebivalcev Münchna uživa visoko kakovost življenja. Mercer HR Consulting dosledno ocenjuje mesto med top 10 mest z najvišjo kakovostjo življenja na vsem svetu. Isto podjetje je tudi München uvrstilo med 39. najdražjih na svetu in najdražje mesto v Nemčiji. Mesto ima uspešno gospodarstvo, ki ga poganjajo informacijska tehnologija, biotehnologija in založništvo. Onesnaževanje okolja je nizko, čeprav je od leta 2006 mestni svet zaskrbljen zaradi ravni trdnih delcev (PM), zlasti ob glavnih prometnih poteh mesta. Od uveljavitve zakonodaje EU v zvezi s koncentracijo delcev v zraku so okoljske skupine, kot je Greenpeace, organizirale velike protestne shode, da bi mestni svet in državno vlado pozvale, naj zavzamejo trdno stališče glede onesnaževanja. Danes je stopnja kriminala nizka v primerjavi z drugimi velikimi nemškimi mesti, kot sta Hamburg ali Berlin. Zaradi visoke kakovosti življenja in varnosti je mesto med angleško govorečimi prebivalci dobilo vzdevek Toytown. Nemški prebivalci ga imenujejo Millionendorf, izraz, ki pomeni 'vas milijona ljudi'. Zaradi visokega življenjskega standarda in uspešnega gospodarstva mesta in regije je prišlo do priliva ljudi, do junija 2015 je prebivalstvo preseglo 1,5 milijona, kar je več kot 20% v desetih letih.

## Geografija

### Topografija
München leži na visokih ravnicah Zgornje Bavarske, približno 50 km severno od severnega roba Alp, na nadmorski višini okoli 520 m, v severni alpski dolini. Lokalni reki sta Isar in Würm. Severni del te peščene planote vključuje visoko rodovitno kremenovo območje, ki ni več prizadeto zaradi procesov gubanja v Alpah, medtem ko je južni del prekrit z morenskimi hribi. Med njimi so polja fluvio-glacialnega izpiranja, kot na primer v okolici Münchna. Kjer te usedline postanejo tanjše, lahko podtalnica prodre v prodnato površino in poplavi območje, kar vodi do močvirja kot je na severu Münchna.

### Podnebje
Mestna klima je med vlažnim kontinentalnim podnebjem (Köppenova klasifikacija: Dfb) in oceanskim podnebjem (Köppenova klasifikacija: Cfb).
Središče mesta leži med obema podnebjema, medtem ko ima letališče v Münchnu vlažno celinsko podnebje. Najtoplejši mesec je v povprečju julij. Najbolj hladen je januar.
Dež in nevihte prinašajo najvišjo povprečno mesečno količino padavin pozno spomladi in poleti. Največ padavin je v povprečju junija. Zima ima manj padavin, najmanj februarja.
Zaradi višje nadmorske višine in bližine Alp ima mesto več dežja in snega kot mnogi drugi deli Nemčije. Alpe vplivajo na podnebje mesta tudi na druge načine; na primer, topel fen iz Alp lahko poviša temperature v nekaj urah, tudi pozimi.
V središču Evrope je München podvržen številnim podnebnim vplivom, tako da so vremenske razmere bolj spremenljive kot v drugih evropskih mestih, zlasti tistih, ki so zahodno in južno od Alp.
Na münchenski uradni vremenski postaji so najvišje in najnižje temperature, ki so bile kdaj merjene, 37,5 °C, 27. julija 1983 in –31,6 °C, 12. februarja 1929.

## Demografija
Od samo 24.000 prebivalcev leta 1700 se je mestno prebivalstvo podvojilo vsakih 30 let. Leta 1852 je bilo 100.000, leta 1883 250.000, leta 1901 500.000; takrat je München postal tretje največje nemško mesto. Leta 1933 je bilo preštetih 840.000 prebivalcev, leta 1957 pa že več kot milijon.
Julija 2017 je imel München 1,42 milijona prebivalcev; Od 31.12.2017 je v mestu prebivalo 421.832 tujih državljanov, od tega 50,7% državljanov držav članic EU in 25,2% državljanov v evropskih državah, ki niso v EU (vključno z Rusijo in Turčijo). [16] Največ tujih državljanov so bili Turki (39.204), Hrvati (33.177), Italijani (27.340), Grki (27.117), Poljaki (27.945), Avstrijci (21.944) in Romuni (18.085).
Leta 2020 je samo mesto Müncen imelo 1,55 milijona prebivalcev, širše metropolitansko območje pa preko 6 milijonov, kar je skoraj polovica prebivalcev nemške zvezne dežele Bavarske.

### Religija
Približno 45% prebivalcev Münchna ne pripada nobeni verski skupini; ta delež predstavlja najhitreje rastoči segment prebivalstva. Kot v preostali Nemčiji so rimskokatoliške in protestantske cerkve doživljajo stalen upad članstva. 31. decembra 2017 je bilo 31,8% prebivalcev mesta rimskokatoliških, 11,4% protestantskih, 0,3% judovskih in 3,6% članov pravoslavne cerkve (pravoslavne ali vzhodne pravoslavne). Približno 1% se drži drugih krščanskih veroizpovedi. Obstaja tudi majhna stara katoliška župnija in angleško govoreča župnija škofovske cerkve v mestu.

## Lokalna uprava
Od administrativne reforme leta 1992 je München razdeljen na 25 okrožij ali Stadtbezirke, ki jih nadalje sestavljajo po velikosti precej različne manjše četrti.
Allach-Untermenzing (23), Altstadt-Lehel (1), Aubing-Lochhausen-Langwied (22), Au-Haidhausen (5), Berg am Laim (14), Bogenhausen (13), Feldmoching-Hasenbergl (24), Hadern (20), Laim (25), Ludwigsvorstadt-Isarvorstadt (2), Maxvorstadt (3), Milbertshofen-Am Hart (11), Moosach (10), Neuhausen-Nymphenburg (9), Obergiesing (17), Pasing-Obermenzing (21), Ramersdorf-Perlach (16), Schwabing-Freimann (12), Schwabing-West (4), Schwanthalerhöhe (8), Sendling (6), Sendling-Westpark (7), Thalkirchen-Obersendling-Forstenried-Fürstenried-Solln (19), Trudering-Riem (15) and Untergiesing-Harlaching (18).

## Gospodarstvo in industrija
München je največje industrijsko središče Bavarske, z več kot 350.000 zaposlenimi. Močno razvite so strojna, avtomobilska (BMW, MAN), kemijska, steklarska, elektrotehniška (Siemens), lesna, prehrambena, pivovarska ter tekstilna industrija s konfekcijo. Mesto je znano po proizvodnji nimfenburškega porcelana, optičnih instrumentov in instrumentov precizne mehanike.

## Arhitektura
Mesto ima eklektično mešanico zgodovinske in moderne arhitekture, saj so bile obnovljene zgodovinske zgradbe, uničene v drugi svetovni vojni in zgrajene nove znamenitosti. Raziskava Centra za trajnostne destinacije družbe National Geographic Traveler je izbrala več kot 100 zgodovinskih destinacij po svetu in 30. mesto dodelila Münchnu. [20

### Notranje mesto
V središču mesta je Marijinega trga (Marienplatz) - velik odprti trg, poimenovan po Mariensäule, Marijinem stebru v središču - s staro in novo mestno hišo. Njen stolp vsebuje Rathaus-Glockenspiel. Preživela so tri vrata porušene srednjeveške fortifikacije – Isartor na vzhodu, Sendlinger Tor na jugu in Karlstor na zahodu notranjega mesta. Karlstor vodi proti Stachusu, velikem trgu, na katerem prevladujejo Justizpalast (Sodna palača) in vodnjak.
Cerkev svetega Petra (Peterskirche) v bližini Marijinega trga je najstarejša cerkev v središču mesta. Prvič je bila zgrajena v romanskem obdobju in je bila v središču zgodnje meniške naselbine pred uradno ustanovitvijo mesta leta 1158. V bližini je bila gotska cerkev sv. Petra - cerkev svetega Duha od leta 1724 dalje in gleda navzdol na Viktualienmarkt, najbolj priljubljenem trgu v Münchnu.
Frauenkirche je najbolj znana stavba v središču mesta in služi kot stolnica za katoliško nadškofijo München in Freising. Bližnja Michaelskirche je največja renesančna cerkev severno od Alp, Theatinerkirche je bazilika v italijanskem visokem baroku, ki je imela velik vpliv na južno nemško baročno arhitekturo. Njena kupola prevladuje nad Odeonsplatzom. Druge baročne cerkve v središču mesta so Bürgersaalkirche, Dreifaltigkeitskirche in St. Anna Damenstiftskirche. Asamkirche so obdarili in zgradili bratje Asam, pionirski umetniki rokokojske dobe.
Velik kompleks palače Residenz (začetek gradnje leta 1385) na robu starega mestnega jedra v Münchnu, je največja mestna palača v Nemčiji in sodi med najpomembnejše evropske muzeje notranje opreme. Po več podaljšanjih vsebuje tudi zakladnico in čudovito rokoko gledališče Cuvilliés. Nasproti Residenz je bila postavljena neoklasicistična opera, Narodno gledališče. Med baročnimi in neoklasicističnimi dvorci, ki še vedno obstajajo v Münchnu, so Palais Porcia, Palais Preysing, Palais Holnstein in Prinz-Carl-Palais. Vsi dvorci so v bližini Residenz, enako kot Alte Hof, srednjeveški grad in prva rezidenca vojvod Wittelsbach v Münchnu.
Lehel, četrt srednjega razreda, vzhodno od Starega mesta (Altstadt), je označena z neštetimi dobro ohranjenimi (in deloma odličnimi rekonstruiranimi) mestnimi hišami, ki dajejo temeljit vtis "starega Münchna" zunaj glavnih turističnih poti. Saint Anna im Lehel je prva rokoko cerkev na Bavarskem. Sveti Luka je največja protestantska cerkev v mestu.

### Kraljeve avenije in trgi
Štiri velike kraljeve avenije iz 19. stoletja z uradnimi zgradbami povezujejo notranje mesto z njegovimi takratnimi predmestji:
Neoklasicistična Brienner Straße, ki se začne na Odeonsplatzu na severnem obrobju starega mestnega jedra v bližini Residenze, poteka od vzhoda proti zahodu in se odpira do impresivnega Kraljevega trga (Königsplatz), zasnovanega z dorskimi Propilejami, jonske Gliptoteke in korintskim Državnim muzejem klasične umetnosti, za njim je bila postavljena opatija svetega Bonifacija. Območje okoli Königsplatza je dom Kunstareala, münchenske četrti galerij in muzejev.
Ludwigstraße se začne tudi na Odeonsplatz in poteka od juga proti severu, obkroža Ludwig-Maximilians-Universität, cerkev svetega Ludvika, Bavarsko državno knjižnico in številna državna ministrstva in palače. Južni del je bil zgrajen v italijanskem renesančnem slogu, na severu pa je močno vplivala italijanska romanska arhitektura. Siegestor (Vrata zmage) so na severnem koncu Ludwigstraße, kjer slednja preide v Leopoldstraße in se začne okrožje Schwabing.
Neogotska Maximilianstraße se začne pri Max-Joseph-Platzu, kjer sta Residenz in Narodno gledališče, ter poteka od zahoda proti vzhodu. Avenijo uokvirjajo izredno strukturirane neogotske zgradbe, med katerimi so tudi Schauspielhaus, stavba okrožne vlade Zgornje Bavarske in Etnološki muzej. Po prečkanju reke Isar cesta obkroži Maximilianeum, v katerem je državni parlament. Zahodni del Maximilianstraße je znan po svojih oblikovalskih trgovinah, luksuznih butikih, trgovinah z nakitom in v enem od najbolj znanih münchenskih hotelov s petimi zvezdicami, Hotelu Vier Jahreszeiten.
Prinzregentenstraße poteka vzporedno z Maximilianstraße in se začne pri Prinz-Carl-Palais. Številni muzeji so na aveniji, kot so Haus der Kunst, Bavarski narodni muzej in Schackgalerie. Avenija prečka Isar in obkroži spomenik Friedensengel, nato mimo Villa Stuck in Hitlerjevega starega stanovanja. Prinzregententheatre je na Prinzregentenplatzu na vzhodu.

### Druga okrožja
V Schwabingu in Maxvorstadtu so številne lepe ulice z neprekinjenimi vrstami stavb Gründerzeit. Vrst elegantnih mestnih hiš in spektakularne mestne palače v številnih barvah, pogosto bogato okrašene z okrasnimi podrobnostmi na fasadah, tvorijo velike dele območij zahodno od Leopoldstraße (glavna nakupovalna ulica Schwabinga), na vzhodnih območjih med Leopoldstraße in Englischer Garten podobne zgradbe se izmenjujejo s skoraj podeželskimi hišami in palačami, pogosto okrašenimi z majhnimi stolpi. Številne drobne ulice in senčne steze povezujejo večje ulice in majhne trge tega območja, prepričljivo podobno kot na prelomu 20. stoletja. Bogato okrožje Bogenhausen na vzhodu Münchna je še eno malo znano območje (vsaj med turisti), bogato z ekstravagantno arhitekturo, zlasti okoli Prinzregentenstraße. Ena izmed najlepših stavb v Bogenhausnu je Villa Stuck, znana rezidenca slikarja Franza von Stucka.
Dve veliki baročni palači v Nymphenburgu in Oberschleissheimu spominjata na bavarsko kraljevsko preteklost. Dvorec Nymphenburg (Schloss Nymphenburg), približno 6 km severozahodno od mestnega središča, je obdana z impresivnim parkom in velja za eno najlepših evropskih kraljevskih rezidenc. 2 km severozahodno od dvorca Nymphenburg je grad Blutenburg (Schloss Blutenburg), star vojvodski sedež s poznogotsko cerkvijo. Palača Fürstenried (Schloss Fürstenried), baročna palača podobne strukture kot Nymphenburg, vendar veliko manjših, je bila postavljena približno ob istem času na jugozahodu Münchna.
Druga velika baročna rezidenca je palača Schleissheim (Schloss Schleissheim), ki je v predmestju Oberschleissheima, kompleks palač, ki obsega tri ločene rezidence: Altes Schloss Schleissheim (Stara palača), Neues Schloss Schleissheim (Nova palača) in Schloss Lustheim (palača Lustheim). Večji del palačnega kompleksa je muzej in umetniška galerija. Letalski razstavni center Deutsches Museum Flugwerft Schleissheim je v bližini, na posebnem pristaniškem polju Schleissheim. Kip ''Bavarie'' pred neoklasicistično Ruhmeshalle - dvorano slavnih - je monumentalen bronast kip iz 19. stoletja na Theresienwiese. Grad Grünwald je edini srednjeveški grad na območju Münchna, ki še vedno obstaja.
Cerkev svetega Mihaela v Berg am Laimu je morda najbolj znamenita cerkev v predmestju. Druga cerkev Johanna Michaela Fischerja je sveti Jurij v Bogenhausnu. Večina okrajev ima župnijske cerkve, ki izvirajo iz srednjega veka, kot je najbolj znana romarska cerkev v Münchnu sveta Marija v Ramersdorfu. Najstarejša cerkev v mestnih mejah je svetega Križa v Fröttmaningu ob Allianz-Areni, znani po romanski freski.
Predvsem v predmestjih Münchna je raznolika paleta moderne arhitekture, čeprav so stroge kulturno občutljive omejitve višine stavb omejile gradnjo nebotičnikov, da bi se izognili izgubi pogledov na oddaljene bavarske Alpe. Večina visokih zgradb je združenih na severnem robu Münchna, kot sta Hypo-Haus, Arabela High-Rise Building, Highlight Towers, Uptown München, Münchner Tor in sedež BMW ob olimpijskem parku. Več drugih visokih zgradb je v bližini mestnega središča in na kampusu Siemens v južnem Münchnu. Mejnik sodobnega Münchna je tudi arhitektura športnih stadionov.

## Kultura in umetnost

### Jezik
Bavarsko narečje in njegova različica zahodna srednja bavaščina ali stara bavarščina (Westmittelbairisch / Altbairisch) se govori v Münchnu in okolici. Do avstrijske bavarščine bavarske oblasti ali lokalne vlade nimajo uradnega statusa, vendar jo SIL (Summer Institute of Linguistics) priznava in ima svojo kodo ISO-639.

### Muzeji
Nemški muzej uradno Deutsches Museum von Meisterwerken der Naturwissenschaft und Technik stoji na otoku v reki Isar in je največji in eden najstarejših znanstvenih muzejev na svetu. Tri opuščene razstavne stavbe, ki so pod zaščito, so bile preurejene v hišo Verkehrsmuseum, v kateri so zbirke kopenskega prometa Nemškega muzeja. Letalski razstavni center Flugwerft Schleissheim je v bližini, na posebnem ouemlju Schleissheim. Več necentraliziranih muzejev (mnogi so javne zbirke na Ludwig-Maximilians-Universität) prikazujejo razširjene državne zbirke paleontologije, geologije, mineralogije, zoologije, botanike in antropologije.
Mesto ima več pomembnih umetniških galerij, od katerih jih je večina na območju Kunstareal, vključno z Alte Pinakothek, Neue Pinakothek, Pinakothek der Moderne in Brandhorstovim muzejem. Stara pinakoteka vsebuje zakladnico del evropskih mojstrov med 14. in 18. stoletjem. Zbirka odraža eklektične okuse Wittelsbachov v več kot štirih stoletjih in je razvrščena po šolah v dveh nadstropjih. Med najpomembnejšimi deli so kristomorfni Avtoportret Albrechta Dürerja (1500), njegovi Štirje apostoli, Rafaelovi sliki Sveta družina iz hiše Canigiani in Tempi Madona ter Rubensov Velika poslednja sodba. V galeriji je ena najobsežnejših Rubensovi zbirk na svetu. Lenbachhaus gosti dela skupine münchenskih modernih umetnikov, znanih kot Der Blaue Reiter (Modri jezdec).
V Gliptoteki in Staatliche Antikensammlung (Zbirka državnih starin) se odvija pomembna zbirka grške in rimske umetnosti. Kralj Ludvik I. je uspel pridobiti tako znana dela, kot so Rondaninijeva meduza, Barberinijev Favn in kipe iz Afajinega templja v Ajgini. Drug pomemben muzej v Kunstarealu je Državni muzej egiptovske umetnosti (SMAEK).
Gotski Morrisovi plesalci Erasmusa Grasserja so razstavljeni v Mestnem muzeju v stari gotski stavbi arsenala v središču mesta.
Drugo področje umetnosti poleg Kunstareala je četrt Lehel med starim mestom in reko Isar: muzej Petih celin v ulici Maximilianstraße je druga največja zbirka artefaktov in predmetov izven Evrope v Nemčiji, Bavarski narodni muzej in pridružena Bavarska državna arheološka zbirka v Prinzregentenstraße, sodi med najpomembnejše evropske muzeje umetnosti in kulturne zgodovine. Bližnja Schackgalerie je pomembna galerija nemških slik 19. stoletja.
Nekdanje Koncentracijsko taborišče Dachau je 16 km izven mesta.

### Umetnost in literatura
München je pomembno evropsko kulturno središče in je gostil številne ugledne skladatelje, med drugim Orlanda di Lassa, Mozarta, Webra,Wagnerja,Mahlerja, Richarda Straussa,Maxa Regerja inCarla Orffa. Z Münchenskim bienalom, ki ga je ustanovil Hans Werner Henze, in festivalom A*DEvantgarde, mesto še vedno prispeva k sodobnemu glasbenemu gledališču. Nekatere od najbolj znanih skladb klasične glasbe so ustvarili v in okoli Münchna skladatelji, rojeni na tem območju, na primer uglasbena pesem Richarda Straussa Tako je govoril Zaratustra ali Carla Orffa Carmina Burana..
V Nationaltheatru (Narodno gledališče München) je bilo premierno izvedeno več oper Richarda Wagnerja pod pokroviteljstvom Ludvika II. Bavarskega. Je sedež Bavarske državne opere in Bavarskega državnega orkestra. V sosednji stavbi so zgradili sodobno gledališče Residenz v stavbi, ki je imela pred drugo svetovno vojno gledališče Cuvilliés. V njem je bilo uprizorjenih veliko oper, vključno premiera Mozartove Idomeneo leta 1781. Gledališče Gärtnerplatz je baletno in glasbeno državno gledališče, medtem ko je druga operna hiša Prinzregententheater postala sedež Bavarske gledališke akademije.
V sodobnem Gasteig centru je Münchenska filharmonija. Tretji orkester v Münchnu mednarodnega pomena je simfonični orkester Bavarskega radia. Njegovo koncertno prizorišče je Herkulessaal v nekdanji mestni kraljeviResidenzi. Mnoge pomembne dirigente privabljajo mestni orkestri, med njimi so bili: Felix Weingartner, Hans Pfitzner, Hans Rosbaud, Hans Knappertsbusch, Sergiu Celibidache, James Levine, Christian Thielemann, Lorin Maazel, Rafael Kubelík, Eugen Jochum, Sir Colin Davis, Mariss Jansons, Bruno Walter, Georg Solti, Zubin Mehta in Kent Nagano. Scena za predstave, velike dogodke in mjuzikale je Deutsche Theater. To je največje nemško gledališče za gostujoče predstave.
Prispevki Münchna k sodobni popularni glasbi so pogosto spregledani v prid njegove močne povezanosti s klasično glasbo, vendar so številni: mesto je imelo močno glasbeno sceno v 1960-ih in 1970-ih letih dvajsetega stoletja. . Poleg tega je bil München središče Krautrock>a v južni Nemčiji, saj je iz mesta prihajalo veliko pomembnih skupin, kot sta Amon Düül II, Embryo ali Popol Vuh. V 1970-ih so se Musicland Studios razvili v enega najbolj znanih snemalnih studijev na svetu, kjer so snemače skupine, kot so Rolling Stones, Led Zeppelin, Deep Purple in Queen. München je igral tudi pomembno vlogo pri razvoju elektronske glasbe, s pionirjem žanra Giorgijem Moroderjem, ki je izumil sintesajzerski disco in elektronsko plesno glasbo in Donno Summer, eno izmed najpomembnejših performeric disko glasbe, ki živita in dela v mestu. V poznih 1990-ih je bil Electroclash bistveno soustvarjen, če ne celo izumljen v Münchnu, ko je DJ Hell predstavil in zbral mednarodne pionirje tega glasbenega žanra s svojo mednarodno oznako DeeJay Gigolo Records. Drugi primeri pomembnih glasbenikov in skupin iz Münchna so Konstantin Wecker, Willy Astor, Gang Spider Murphy, Münchener Freiheit, Lou Bega, Megaherz, FSK, Color Haze in Sportfreunde Stiller.
Glasba je v bavarski prestolnici tako pomembna, da mestna hiša vsak dan odobri 10 glasbenikom nastopanje na ulicah okoli Marienplatza. Tako nastopajoči, kot so Olga Kholodnaya in Alex Jacobowitz, vsak dan zabavajo domačine in turiste.
Poleg bavarske Staatsschauspiel v gledališču Residenz (Residenztheater) je münchenski Kammerspiele v Schauspielhausu eden najpomembnejših gledališč v nemškem jeziku na svetu. Od premier Gottholda Ephraima Lessinga leta 1775 so številni pomembni pisci uprizorili svoje predstave v Münchnu, kot so Christian Friedrich Hebbel, Henrik Ibsen in Hugo von Hofmannsthal.
Mesto je znano kot drugo največje založniško središče na svetu (okoli 250 založb ima pisarne v mestu), v Münchnu pa izidejo številne nacionalne in mednarodne publikacije, kot so Arts in München, LAXMag in Prinz.
Na prelomu 20. stoletja je bil München in še posebej njegovo predmestje Schwabing najpomembnejša kulturna metropola Nemčije. Njen pomen kot centra za literaturo in likovno umetnost je bil v Evropi nenavaden, saj so se tja preselili številni nemški in ne-nemški umetniki. Vasilij Vasiljevič Kandinski je na primer izbral München, da bi študiral na Akademie der Bildenden Künste München in je skupaj s številnimi drugimi slikarji in pisatelji, ki so živeli v Schwabingu v tem času, močno vplival na moderno umetnost.
V Münchnu so v zadnjih desetletjih bavarskega kraljestva delovali znani literarni liki, tako imenovani Prinzregentenzeit (dobesedno 'čas princev regentov') v času vladavine Luitpolda, princa regenta Bavarske. Med njimi so bili Thomas Mann, Heinrich Mann, Paul Heyse, Rainer Maria Rilke, Ludwig Thoma, Fanny zu Reventlow, Oskar Panizza, Gustav Meyrink, Max Halbe, Erich Mühsam in Frank Wedekind. Za kratek čas je v Schwabingu živel tudi Vladimir Lenin, kjer je napisal in objavil svoje najpomembnejše delo, Kaj je treba storiti? Osrednji del Schwabinške boemske scene (čeprav so bili pogosto v bližnji četrti Maxvorstadt) so bili Künstlerlokale (kavarne umetnikov), kot so Café Stefanie ali Kabarett Simpl, katerih liberalne poti so se bistveno razlikovale od tradicionalnih krajev v Münchnu. Simpl, ki je do danes preživel (čeprav z majhnim pomenom za mestno sodobno umetniško sceno), je dobil ime po slavni anti-avtoritarni satirični reviji Simplicissimus, ki sta jo leta 1896 ustanovila Albert Langen in Thomas Theodor Heine, ki sta hitro postala pomemben organ v Schwabinger Bohème. Njune presenetljivo sodobne karikature in satirični napadi na nemško družbo so bili rezultat neštetih skupnih prizadevanj mnogih najboljših likovnih umetnikov in pisateljev iz Münchna in drugod.
Obdobje neposredno pred prvo svetovno vojno je za mesto pomenilo nadaljnji gospodarski in kulturni pomen. Thomas Mann je v svoji noveli Gladius Dei o tem obdobju zapisal: »München leuchtete" (dobesedno 'München sije')«. München je ostal središče kulturnega življenja v Weimarskem obdobju, z osebnostmi, kot so bili mdr. Lion Feuchtwanger, Bertolt Brecht, Peter Paul Althaus, Stefan George, Ricarda Huch, Joachim Ringelnatz, Oskar Maria Graf, Annette Kolb, Ernst Toller, Hugo Ball in Klaus Mann. Karl Valentin je bil najpomembnejši nemški kabarejski performer in komik in je do danes dobro znan in priljubljen kot kulturna ikona njegovega rojstnega mesta. Med letoma 1910 in 1940 je napisal in izvajal številne absurdne skice in kratke filme, ki so bili zelo vplivni in si je zaslužil vzdevek »Charlie Chaplin iz Nemčije«. Mnoga dela Valentina ne bi bilo mogoče zamisliti brez njegove prijazne partnerke Liesl Karlstadt, ki je v svojih skicah pogosto igrala moške like v smešnem efektu. Po drugi svetovni vojni je München kmalu ponovno postal osrednja točka nemške literarne scene in ostaja vse do danes s tako raznolikimi pisatelji, kot so Wolfgang Koeppen, Erich Kästner, Eugen Roth, Alfred Andersch, Elfriede Jelinek, Hans Magnus Enzensberger, Michael Ende, Franz Xaver Kroetz, Gerhard Polt, John Vincent Palatine in Patrick Süskind.
Od gotike do baroka so likovno umetnost v Münchnu predstavljali umetniki, kot so Erasmus Grasser, Jan Polack, Johann Baptist Straub, Ignaz Günther, Hans Krumpper, Ludwig von Schwanthaler, Cosmas Damian Asam, Egid Quirin Asam, Johann Baptist Zimmermann, Johann Michael Fischer in François de Cuvilliés. München je postal pomembno mesto za slikarje, kot so Carl Rottmann, Lovis Korint, Wilhelm von Kaulbach, Carl Spitzweg, Franz von Lenbach, Franz von Stuck, Karl Piloty in Wilhelm Leibl, ko je bila leta 1911 v Münchnu ustanovljena skupina ekspresionistov Der Blaue Reiter (Modri jahač). V mestu so bili slikarji Paul Klee, Vasilij Kandinsky, Alexej von Jawlensky, Gabriele Münter, Franz Marc, August Macke in Alfred Kubin. Nekateri med njimi so se šolali na zasebni slikarski šoli Antona Ažbeta, ki je poučeval v Münchnu. Prva abstraktna slika Kandinskega je nastala v Schwabingu.
München je bil (in v nekaterih primerih še vedno) dom številnim najpomembnejšim avtorjem gibanja New German Cinema, med njimi Rainer Werner Fassbinder, Werner Herzog, Edgar Reitz in Herbert Achternbusch. Leta 1971 je bil ustanovljen Filmverlag der Autoren, ki je utrdil vlogo mesta v zgodovini gibanja. München je služil kot mesto za številne Fassbinderove filme, med njimi Ali: Strah poje dušo. Hotel Deutsche Eiche v bližini Gärtnerplatza je bil nekoliko podoben centru operacij za Fassbinder in njegov "klan" igralcev. New German Cinema velja za daleč najpomembnejše umetniško gibanje v zgodovini nemškega filma od obdobja nemškega ekspresionizma v 1920-ih.
Leta 1919 so ustanovili Bavaria Film Studios, ki se je razvil v enega največjih filmskih studiev v Evropi. Tam so delovali režiserji, kot so Alfred Hitchcock, Billy Wilder, Orson Welles, John Huston, Ingmar Bergman, Stanley Kubrick, Claude Chabrol, Fritz Umgelter, Rainer Werner Fassbinder, Wolfgang Petersen in Wim Wenders. Med mednarodno znanimi filmi, ki so nastali v studiih, je Vrt užitka (1925) Alfreda Hitchcocka, The Great Escape (1963) Johna Sturgesa, Steze slave (1957) Stanleyja Kubricka, Willy Wonka in tovarna čokolade (1971) Mela Stuarta in oba Podmornica (1981) in Nedokončana zgodba (1984) Wolfganga Petersena. München ostaja eden izmed centrov nemške filmske in zabavne industrije.

### Pivovarne in Oktoberfest
Hofbräuhaus am Platzl, verjetno najbolj znana pivnica na svetu, je v središču mesta. Prav tako upravlja drugi največji šotor na Oktoberfestu, eni izmed najbolj znanih münchenskih znamenitosti. Za dva tedna Oktoberfest privablja milijone ljudi, ki obiščejo njegove pivnice (Bierzelte) in znamenitosti na sejmišču. Oktoberfest je bil prvič izveden 12. oktobra 1810 v čast poroke princa Ludvika s princeso Terezo Saxe-Hildburghausen. Praznovanjw je zaključila konjska dirka, v naslednjih letih pa so se konjske dirke nadaljevale in kasneje razvile v to, kar je danes znano kot Oktoberfest. Kljub svojemu imenu se večina Oktoberfesta dogaja septembra. Vedno se konča na prvo nedeljo v oktobru, razen če je nemški državni praznik 3. oktobra (Tag der deutschen Einheit – 'Dan nemške enotnosti') ponedeljek ali torek - potem pa Oktoberfest ostaja odprt do teh dni.

### Kulinarične specialitete
Münchenska kuhinja prispeva k bavarski kuhinji. Münchner Weißwurst ('bela klobasa') je bil izumljen leta 1857. Tradicionalno jo jedo samo pred poldnevom - tradicijo, ki sega v čas pred hladilniki - te zaloge pogosto postrežejo s sladko gorčico in sveže pečeno presto.

### Piva in pivovarne
München je znan po svojih pivovarnah, Weissbier (ali Weißbier / Weizenbier, pšenično pivo) pa je posebnost Bavarske. Helles, pale lager s prosojno zlato barvo je danes najbolj priljubljeno pivo v Münchnu, čeprav ni staro (uvedeno je bilo šele leta 1895) in je posledica spremembe v okusu piva. Helles je v veliki meri zamenjal münchensko temno pivo Dunkles, ki je dobil barvo iz praženega slada. To je bilo značilno pivo v Münchnu v 19. stoletju, zdaj pa je bolj specialiteta. Starkbier je najmočnejše münchensko pivo s 6% -9% vsebnostjo alkohola. Barva je temno jantarne barve in ima močan sladni okus. Na voljo je in se prodaja zlasti v času Lenten Starkbierzeit (močna sezona piva), ki se začne na dan ali pred dnevom svetega Jožefa (19. marca). Pivo na Oktoberfestu je posebna vrsta piva Märzen z višjo vsebnostjo alkohola kot običajni Helles.
Obstaja nešteto Wirtshäuser (tradicionalnih bavarskih pivnic / restavracij) na celotnem območju mesta, od katerih imajo mnoge tudi majhne vrtove. Biergärten (pivski vrt) so najbolj znani in priljubljeni elementi münchenske gastronomske pokrajine. So ključnega pomena za kulturo mesta in služijo kot nekakšen talilni lonec članom vseh družbenih slojev, domačinom, izseljencem in turistom. V pivski vrt je dovoljeno prinašati lastno hrano, vendar je prepovedano prinašati lastno pijačo. Obstaja veliko manjših pivskih vrtov in okoli dvajset večjih, ki zagotavljajo najmanj tisoč sedežev, pri čemer so štirje najbolj znani in priljubljeni: Chinesischer Turm (drugi največji pivski vrt z 7000 sedeži), Seehaus, Hirschau in Aumeister. Med domačini, poznavalci in dobro obveščenimi turisti je Augustiner-Keller, blizu glavne železniške postaje na Arnulfstraße, eden najbolj priljubljenih pivskih vrtov v mestu, saj je edini v Münchnu z najbolj priljubljenim pivom Augustiner, ki se toči iz lesenih sodov. Nockherberg, Hofbräukeller (ne smemo zamenjati z Hofbräuhaus) in Löwenbräukeller so drugi znani pivski vrtovi. Hirschgarten je največji pivski vrt na svetu z 8000 sedeži.
V Münchnu je šest glavnih pivovarn: Augustiner-Bräu, Hacker-Pschorr, Hofbräu, Löwenbräu, Paulaner in Spaten-Franziskaner-Bräu (ločene znamke Spaten in Franziskaner, od katerih je slednja predvsem za Weissbier).
Tudi precej priljubljeni, čeprav ne iz Münchna in torej brez pravice do šotora na Oktoberfestu, so še Tegernseer in Schneider Weisse, ki ima v Münchnu veliko pivnico, kot to počnejo münchenske pivovarne. Tudi manjše pivovarne postajajo vse bolj razširjene, kot je Giesinger Bräu. Vendar te pivovarne na Oktoberfestu nimajo šotorov.

## Izobraževanje in znanost
Mesto ima svojo Univerzo Ludwiga Maximilliana (ustanovljena 1472 v Ingolstadtu, leta 1800 preseljena v Landshut, leta 1826 pa v München), tu so tudi znane tehniške (Tehniška univerza v Münchnu), glasbeno in gledališko (Visoka šola za glasbo in gledališče-Hochschule für Musik und Theater München-HMTM), umetniško in druge visoke šole. Ena najbolj znanih műnchenskih kulturno-izobraževalnih ustanov nacionalega pomena je Bavarska državna knjižnica, tako kot Bavarska akademija znanosti.
Prvi rektor UNRRA-univerze Svobodna Evropa, ki so jo v Münchnu leta 1946 ustanovili Združeni narodi in na kateri so predavali in študirali nenemški begunci in razseljenci 2. svetovne vojne, je bil Slovenec dr. Otmar Pirkmajer.

## Šport
Leta 1972 so bile v Münchnu XX. olimpijske igre. Dogodek je postal znan predvsem po terorističnem napadu, ko je skupina Arabcev ugrabila in umorila 11 izraelskih športnikov. V mestu delujeta tudi dva večja nogometna kluba: FC Bayern München in TSV 1860 München.

## Okolica Münchna
- Ammersee
- Bad Wiessee
- Dachau
- Chiemsee
- Freising
- Garmisch-Partenkirchen
- Starnberger See

## Mednarodne povezave
München je pobraten z:
- Edinburgh, Škotska   (1954)[16][17]
- Verona, Italija (1960)[18]
- Bordeaux, Francija (1964)[19][20]
- Saporo, Japonska (1972)
- Cincinnati, Ohio, ZDA (1989)
- Kijev, Ukrajina (1989)
- Harare, Zimbabve (1996)